# Kfwetragottine
Kfwetragottine /=Mountain people/, jedna od nekoliko plemenskih skupina Hareskin Indijanaca (Petitot (1893), porodica Athapaskan, koji su živjeli južno od Ft. Good Hope, duž rijeke Mackenzie u Kanadi. 

## Vanjske poveznice
- Kawchottine Indians of Canada